# Polyrhachis rufipes
Polyrhachis rufipes é uma espécie de formiga do gênero Polyrhachis, pertencente à subfamília Formicinae.